# 羅馬尼亞語音系
羅馬尼亞語音系由7個元音、2個或4個（有爭議）半元音及20個輔音組成。此外，與所有語言一樣，其他音素偶爾會出現在感嘆詞與較新的外來借詞中出現。
羅馬尼亞語有兩個顯著的特徵：雙元音/e̯a/和/o̯a/以及中央元音/ɨ/。

## 元音
羅馬尼亞語擁有7個元音。
|    | 前 | 央 | 後 |
| -- | -- | -- | -- |
| 閉 | i  | ɨ  | u  |
| 中 | e  | ə  | o  |
| 開 |    | a  |    |

下表給出每個元音的單詞示例。
| 元音 | 發音描述       | 舉例                                                           |
| ---- | -------------- | -------------------------------------------------------------- |
| /a/  | 開央不圓唇元音 | /ˈapə/（水） /baˈla.ur/（龍） /kɨnˈta/（唱歌）                 |
| /e/  | 中前不圓唇元音 | /eˈrow/（英雄） /neˈkaz/（麻煩事） /ˈumple/ （填）             |
| /i/  | 閉前不圓唇元音 | /ˈinsulə/（島） /ˈsalt͡ʃi.e/（楊柳） /toˈpi/（融化）            |
| /o/  | 中後圓唇元音   | /oˈraʃ/（城市） /koˈpil/（小孩） /aˈkolo/（那裡）              |
| /u/  | 閉後圓唇元音   | /uˈda/（弄濕） /aˈduk/（我帶） /ˈsimplu/（簡單的）             |
| /ə/  | 中央不圓唇元音 | /ˈəsta/（這個） /pəˈros/（毛茸茸的） /ˈalbə/（白色，陰性單數） |
| /ɨ/  | 閉央不圓唇元音 | /ˈɨnspre/（朝向） /kɨrˈnat/（香腸） /koboˈrɨ/（下降）          |

羅馬尼亞語元音圖（Sarlin (2014)）。非羅馬尼亞語原生的元音、與未顯示在圖中。

雖然這些元音中的大部分都與其他語言的元音相似或相同，但閉央不圓唇元音/ɨ/卻罕見地作為獨立音素出現，這種例子在印歐語系中尤其稀少。
根據Sarlin (2014)，/ə/在音位上其實更靠後，較接近[ɜ̠]。

### 使用頻率較低的元音

#### ö
除了以上七個核心元音以外，羅馬尼亞語還引入了數個外來語元音：
- 中前圓唇元音/ø/，出現於源自法語、德語等的借詞。如 /blø/（淡藍色）。
- 中央圓唇元音/ɵ/，如： /ʃɵˌmen dɵ ˈfer/（法語的「鐵路」）。

這些借用的單詞已經成為羅馬尼亞語詞彙的一部分，並遵循羅馬尼亞語的詞形變化，因此縱使新的元音較為少見，但仍可以被視為羅馬尼亞語音素的一部分。但羅馬尼亞語字典中多僅使用相同的字母⟨ö⟩以表示以上兩種元音，即對於許多羅馬尼亞語者而言，這兩種元音是相同的。
由於不是原生的音素，⟨ö⟩的發音時常因人而異，甚至被雙元音/e̯o/取代。在其他更早進入羅馬尼亞語的法語借詞中，此音被轉換為/e/、/o/或/e̯o/，舉例如下：
- /e/： /ʃoˈfer/（駕駛，法語）
- /o/： /maˈsor/（按摩師，法語）
- /e̯o/： /suˈfle̯or/（劇院提示台詞者，法語）

#### ü
相似地，來自法語與德語的借詞有時包含閉前圓唇元音/y/，如 /eˈkry/、 /tyl/、 /ˈfyrer/, /ˈfyrər/。在羅馬尼亞字典中以⟨ü⟩表示此音。受過良好教育的人通常會發音成/y/，但其他如/ju/也存在，較早引入的借詞則將此音以/ju/、/u/或/i/替代。例如土耳其語單詞 變成 /ɡjul/ （大戒指）；土耳其語單詞變成 /tuˈtun/（菸草）或 [tjuˈtjun]（摩爾多瓦方言）；德語單詞 變成 /ˈduzə/（噴嘴、管口）；法語單詞 變成 /biˈrow/（寫字桌、辦公室）。

### 雙元音、三元音
根據伊萬納·奇錯朗（Ioana Chițoran）的研究，羅馬尼亞語有2個雙元音；/e̯a/與/o̯a/。由於這些雙元音是由重音下的央元音與後面相鄰的元音組合起來的，因此雙元音所在的音節也通常是重音音節，且/e̯/與/o̯/的發音位置也分別移動到/e/與/o/。
此外，半元音/j/與/w/能和大多數的元音結合，並置於其前或其後。傳統觀點認為这些都是雙元音。另一種觀點認為，只有/e̯a/與/o̯a/接在阻礙音-流音輔音叢的後面時（如「青蛙」、「修補」），才能被視作為真正的雙元音；其他的情況則只是元音-半元音的組合。
| 下降雙元音 | 下降雙元音                                                      |
| 雙元音     | 舉例                                                            |
| ---------- | --------------------------------------------------------------- |
| /aj/       | /maj/（五月）、 /ˈajsberɡ/（冰山）                              |
| /aw/       | /saw/（或）、 /ˈawɡust/（八月）                                 |
| /ej/       | /lej/（獅子，複數）、 /trej/（三）                              |
| /ew/       | /ɡrew/（重的）、 /meˈrew/（總是）                               |
| /ij/       | /mij/（千，複數）、 /vij/（你來）                               |
| /iw/       | /fiw/（兒子）、 /skriw/（我寫）                                 |
| /oj/       | /oj/（綿羊，複數）、 /noj/（我們）                              |
| /ow/       | /ow/（蛋）、 /bow/（公牛）                                      |
| /uj/       | /puj/（你放置）、 /ɡəlˈbuj/（淡黃色）                           |
| /uw/       | /konˈtinuw/（我繼續，部分被eu continui取代）                    |
| /əj/       | /rəj/（壞的，陽性複數）、 /vəj/（山谷）                         |
| /əw/       | /duˈləw/（獒）、 /rəw/（壞的，陽性單數）                        |
| /ɨj/       | /ˈkɨjne/（狗）、 /ˈmɨjnile/（手，複數）                         |
| /ɨw/       | /rɨw/（河）、 /brɨw/（帶子）                                    |
| 上升雙元音 |                                                                 |
| 雙元音     | 舉例                                                            |
| /e̯a/       | /ˈbe̯atə/（喝醉的，陰性）、 /me̯a/（我的，陰性單數）              |
| /e̯o/       | /ˈɡe̯orɡe/（喬治）、 /ne̯oploˈwa/（雨將會下在我們這）             |
| /e̯u/       | （僅出現於字間連接處）pe-un /pe̯un/（在一個...上）               |
| /ja/       | /ˈbjatə/（窮的，陰性）、 /mjaˈzis/（她告訴我，過去式）          |
| /je/       | /fjer/（鐵）、 /ˈmjere/（蜜）                                   |
| /jo/       | /jod/（碘）、 /ˈkjor/（單眼的）                                 |
| /ju/       | /juˈbit/（心愛的） /kjuˈvetə/（下沉）                           |
| /o̯a/       | /ɡəˈo̯at͡ʃe/（貝殼）、 /ˈfo̯arte/（很）                            |
| /we/       | /piˈwez/（我感覺到[某種材質]）、 /ɨnʃeˈwez/（我[給馬]套上馬鞍） |
| /wa/       | /bəkəˈwan/（巴克烏人）、 /ˈziwa/（那天）                        |
| /wə/       | /ˈdowə/（二，陰性） /ˈplowə/（下雨）                            |
| /wɨ/       | /ploˈwɨnd/（雨）、 /oˈwɨnd/（下蛋）                             |

| 三元音 | 舉例                                                         |
| ------ | ------------------------------------------------------------ |
| /e̯aj/  | /sokoˈte̯aj/（你在考慮，過去進行式）                          |
| /e̯aw/  | /be̯aw/（我喝）、 /spuˈne̯aw/（他們說，過去進行式）            |
| /e̯o̯a/  | /ˈple̯o̯ape/（眼皮，複數）、 /ˈle̯o̯arkə/（溼透的）              |
| /jaj/  | /mjajˈdat/（你給我，過去式）、 /jaj/（帶走他們）             |
| /jaw/  | /jaw/（我拿）、 /suˈjaw/（他們爬，過去進行式）               |
| /jej/  | /jej/（你拿）、 /pjej/（皮膚，複數）                         |
| /jew/  | /maˈjew/（汗衫）、 /jew/（我[自己]）                         |
| /jo̯a/  | /kreˈjo̯ane/（鉛筆）、 /ariˈpjo̯arə/（小翼）                   |
| /joj/  | /jojˈda/（我可能會給他）、 /piˈt͡ʃjoj.kə/（馬鈴薯，地方用語） |
| /jow/  | /maˈjow/（汗衫）                                             |
| /o̯aj/  | /leˈo̯ajkə/（母獅）、 /ruˈso̯ajkə/（俄羅斯女人）               |
| /waj/  | /ɨnʃeˈwaj/（你們負擔，過去進行式）                           |
| /waw/  | /ɨnʃeˈwaw/（他們負擔，過去進行式）                           |
| /wəj/  | /ˈrowəj/（露水的…）                                          |

如上所示，/e̯a/與/ja/、/o̯a/與/wa/分别对立，被視為不同的發音，尽管/o̯a/和/wa/找不到最小對立體。令人印象深刻的是，這兩對發音在母語者听来也非常相似。羅馬尼亞語中，/o̯a/不出現在任何韻律詞的最後一個音節中，因而也沒有以/o̯a/為元音的單音節詞；僅有的例外是voal（面紗）與doar（只要、只是），不過Ioana Chițoran稱這兩個詞都应该看成是滑音-元音的組合，而非雙元音。在一些地区的發音中，/o̯a/更多地發成單元音/ɒ/。
此外，羅馬尼亞語的三元音，如/juj/和/o̯aw/，偶爾會出現在感嘆詞和較罕見的單詞中。

#### 借詞中的雙元音
來自英語的借詞擴大了雙元音的種類，並增加了他們的使用量，包括/jə/、/we/、/wi/與/wo/。普遍來說，借詞進入羅馬尼亞語時，拼字大多保持不變，但發音則會改變。下表給出了一些例子。
| 雙元音 | 舉例                                  |
| ------ | ------------------------------------- |
| /jə/   | /ˈjərlinɡ/（一歲大的動物，常指小馬）  |
| /we/   | /ˈwestern/（西部片）                  |
| /wi/   | /ˈtwitər/（高音揚聲器）               |
| /wo/   | /ˈwokmen/（口袋大小的磁帶／CD播放器） |

whisky、week-end等借詞被一些字典視為上升雙元音/wi/（與英語原發音相同），在其他字典中則被視為下降雙元音/uj/。

### 元音變換
元音變換（apophony）是印歐語系諸語言的特色之一，如英語中強動詞「sing」有sing、sang（過去式）、sung（過去分詞）與song（名詞）等變化型。
羅馬尼亞語的元音變換由重音引起。重讀音節是低元音（包括以低元音結尾的雙元音），非重讀的音節則是中元音。因此，/e̯a/變為/e/、/o̯a/變為/o/，而/a/變為/ə/。
這種變換起源於羅馬尼亞語的元音分裂與元音弱化。東羅曼語支的中元音/e o/在重音音節下因元音裂化，而產生雙元音 /e̯a o̯a/；低元音/a/在非重音音節下則因元音弱化，產生了元音/ə/。變換的過程詳見下表，重音節以下底線劃記，如a：
|        | 重音 | 重音   | 非重音 | 非重音       | IPA與錄音              |
| ------ | ---- | ------ | ------ | ------------ | ---------------------- |
| a — ə  |      | 書     |        | 書（小詞）   | /ˈkarte, kərtiˈt͡ʃikə/ⓘ |
| a — ə  |      | 房子   |        | 房子（小詞） | /ˈkasə, kəˈsut͡sə/ⓘ     |
| e̯a — e |      | 喝醉的 |        | 酒鬼         | /be̯at, beˈt͡siv/ⓘ       |
| e̯a — e |      | 傍晚   |        | 黃昏         | /ˈse̯arə, ɨnseˈrat/ⓘ    |
| o̯a — o |      | 大門   |        | 看門人       | /ˈpo̯artə, porˈtar/ⓘ    |
| o̯a — o |      | 肋骨   |        | 肋骨（小詞） | /ˈko̯astə, kosˈtit͡sə/ⓘ  |

羅馬尼亞語的元音變換已被文法化，並出現在動詞變形與名詞屈折中，如  — （軍隊的單數－複數）。

## 輔音
標準羅馬尼亞語有20個音素輔音，如下表所示。當輔音成對出現時，左側的是清音，右側的是濁音。
|        | 雙唇 | 雙唇 | 唇齒 | 唇齒 | 齒1 | 齒1 | 齒齦後 | 齒齦後 | 軟顎 | 軟顎 | 聲門 | 聲門 |
| ------ | ---- | ---- | ---- | ---- | --- | --- | ------ | ------ | ---- | ---- | ---- | ---- |
| 鼻音   |      | m    |      |      |     | n   |        |        |      |      |      |      |
| 塞音   | p    | b    |      |      | t   | d   |        |        | k    | ɡ    |      |      |
| 塞擦音 |      |      |      |      | t͡s  |     | t͡ʃ     | d͡ʒ     |      |      |      |      |
| 擦音   |      |      | f    | v    | s   | z   | ʃ      | ʒ      |      |      | h    |      |
| 顫音   |      |      |      |      |     | r   |        |        |      |      |      |      |
| 近音   |      |      |      |      |     | l   |        |        |      |      |      |      |

^1 表中列出的「齒音」（不包括/l/）皆是舌尖齒音（舌尖前音）。/l/是舌尖齒齦音（舌尖中音）。
除了表中的輔音以外，一些輔音還有同位異音：
- 當字尾為「輔音+i」時，字母i會弱化成/ʲ/，即將前方的輔音顎音化。[18][20]
- /n/在軟顎音/k/、/ɡ/與聲門音/h/前會轉成[ŋ]。
- /h/在字尾（如，精神）或在輔音前（如，辣根）會轉成軟顎音[x] ；在[i]、[j]音前轉成[ç]（如 ，捷克人，發音為[t͡ʃeç]，但通常寫成[t͡ʃehʲ]）。

羅馬尼亞語所擁有的輔音幾乎和義大利語相同，但後者的/ɲ ʎ/在羅馬尼亞語已弱化為/j/、/d͡z/已擦音化為/z/。羅馬尼亞語的擦音濁顎齦擦音/ʒ/與清聲門擦音/h/則未出現在義大利語中。

### 顎音化的輔音
顎音化的輔音主要出現在字尾，並依詞類可分成「複數名詞」、「形容詞」與「第二人稱單數動詞」等類別。字尾元音/i/與其前的輔音顎音化後，/i/脫落消失。而/sʲ/、/tʲ/與/dʲ/分別變成[ʃʲ]、[t͡sʲ]與[zʲ]（且少有例外）。
| 清音  | 清音                        |  | 濁音  | 濁音                         |
| 輔音  | 舉例                        |  | 輔音  | 舉例                         |
| ----- | --------------------------- |  | ----- | ---------------------------- |
| /pʲ/  | /rupʲ/（你撕裂）            |  | /bʲ/  | /aˈrabʲ/（阿拉伯人，複數）   |
| /tʲ/  | /proʃtʲ/（愚蠢，陽性複數）  |  | /dʲ/  | /nəˈdeʒdʲ/（希望，複數）     |
| /kʲ/  | /uˈrekʲ/（耳朵，複數）      |  | /ɡʲ/  | /unɡʲ/（角度，複數）         |
| /t͡sʲ/ | /rot͡sʲ/（輪子，複數）       |  | –     |                              |
| /t͡ʃʲ/ | /fat͡ʃʲ/（你做）             |  | /d͡ʒʲ/ | /merd͡ʒʲ/（你走）             |
| –     |                             |  | /mʲ/  | /dormʲ/（你睡）              |
| –     |                             |  | /nʲ/  | /banʲ/（錢，複數）           |
| /fʲ/  | /ʃefʲ/（老闆，複數）        |  | /vʲ/  | /pleˈʃuvʲ/（禿的，陽性複數） |
| /sʲ/  | /besʲ/（貝西人）            |  | /zʲ/  | /brazʲ/（樅樹，複數）        |
| /ʃʲ/  | /moʃʲ/（老男人，複數）      |  | /ʒʲ/  | /breʒʲ/（勇敢的，陽性複數）  |
| /hʲ/  | /vlahʲ/（瓦拉幾亞人，複數） |  | –     |                              |
| –     |                             |  | /lʲ/  | /ʃkolʲ/（學校，複數）        |
| –     |                             |  | /rʲ/  | /sarʲ/（你跳）               |

在某些詞形變化中，/ʲ/可能被還原為/i/，如：
- 名詞的複數屬格，例： —  /ʃkolʲ/ — /ˈʃkolilor/（學校[複數]—學校[複數]的）
- 將定冠詞附加到某些複數名詞時，例： —  /brazʲ/ — /ˈbra.zij/（樅樹[複數]—[定冠詞]樅樹[複數]）
- 動詞-代名詞的組合中，例： —  /dat͡sʲ/ — /ˈdat͡sine/（給—給我們）

這可以解釋為什麼/ʲ/被母語人士認為是單獨的發音，並用與元音/i/相同的字母書寫。
不成音節的/ʲ/還可以在 /kɨt͡sʲˈva/（一些）、 /orʲˈunde/（無論）等複合詞中找到；而cincizeci /t͡ʃint͡ʃʲˈzet͡ʃʲ/（五十）則包含了兩次。
在古羅馬尼亞語及一些方言中，還存在著一個不成音節、長度也未及半元音的音素，國際音標一般記為/ʷ/。這個音素由/u/變化而來，會使其前方的發音唇音化。/ʷ/可以在輔音和半元音之後的某些單詞的末尾發現，如 /un ˈursʷ/（一隻熊）、îmi spui /ɨmʲ spujʷ/（你告訴我）。與/ʲ/不同的是，/ʷ/並未扮演任何詞法學上的角色，意即，縱使它可能是拉丁語含/u/字根的遺留（如-us、-um，這個音素與元音/u/用於將定冠詞“l”連接到名詞或形容詞的詞幹有關，如domn — domnul /domn/ — /ˈdomnul/），在現代的拼寫中並未將這個音素表現出來；因此/ʷ/音正在逐漸消失。

### 其他輔音
如同其他語言，羅馬尼亞語的感嘆詞發音有部分特徵與一般詞彙有所不同，包括使用常見音素以外的輔音與元音、違反正常音位的排列規則、允許一個字中僅有輔音出現、以重複出現的輔音或元音構成字詞等等。通常，這些感嘆詞有多種拼寫方法（有的甚至難以普通、易懂的拼寫法表示），又因感嘆詞在語言使用者間缺乏較高的一致性，導致使用現有字母推測使用者正確的發音較為困難。以下是一個示例列表。
- 雙唇搭嘴音 [ʘ]，以上下唇做出圓形，並強力地吸入空氣。用於敦促馬開始行走。[23]
- 哨音也被視為「嘆詞」的一種，但遠遠超過了一般音素能表達的範圍。羅馬尼亞語中通常將其拼成。[23]
- 齒搭嘴音 [ǀ]，即中文的「嘖嘖」聲或英語的「tut-tut／tsk-tsk」，用於表示擔心、失望、不贊成等情緒，通常一次發出2～4聲。羅馬尼亞語通常拼寫為、或。[25]
- 齒搭嘴音還可以用在回答一般疑問句（即Yes-No問句）。當回答是否定的時候，可發出一聲齒搭嘴音以代替較正式的nu。通常拼寫成或。
- 嘴未打開時所發出的一系列感嘆詞。根據語調、長度和節奏，這可能代表著困惑、懷疑、不滿、美味、認可等等。[24]其中幾種可以用國際音標記做/hm̩/、/m̥m̩/，類似於中文的「呣」、「哼嗯」，在羅馬尼亞語則拼寫作、或。
- 另一種用來表達否定的感嘆詞，發音為[ˈʔḿ ʔm̀]（閉著嘴、音調先升高再降低）。可能的拼寫有、和。用來表示肯定的感嘆詞音調則與前述相反，發音為[m̀ˈḿ̥m]（即英文a-ha [aˈha]，但將嘴巴緊閉、音調先降低後升高）。
- 用以表達蔑視或不滿的情緒，起始輔音為清雙唇擦音/ɸ/。類似於英語中，在危險或辛苦候「鬆了一口氣」的狀聲詞whew。
- 用以表達嫌惡、厭煩，這組發音結束於清軟顎擦音/x/，接近於英語中的ugh。
- 表示冷得發抖。這組發音僅由雙唇顫音構成，國際音標記做/ʙ/。

## 重音
如同其他大多數的羅曼語族語言（不包含法語），羅馬尼亞語的單詞有輕重讀之分。通常來說，重音落在韻律詞（prosodic word）的最右邊的音節上（韻律詞指的是一個詞的詞根語派生部分，但不包括字尾的詞形變化）。
 /ˈfrate/（兄弟）、 /koˈpil/（小孩）
 /ˈstruɡure/（葡萄） /alˈbastru/（藍色）、călătór /kələˈtor/（旅行者）。
重音在書寫上通常不標記，除了區分同形異義詞, 或在字典中做為標題字（entry word）時偶爾會加註重音。通常以尖音符（右上往左下撇）作為重音符號，也有使用重音符（左上往右下）的。舉例： — （快活的、陰性單數—餐具）。
在動詞變位、名詞變格與其他字詞組成的過程中，重音可能會移動。一些同形異義的動詞只能用重音的位置做區分，如：el suflă的意思可能是「他吹」（el súflă）或「他吹了」（el suflắ），取決於重音落在第一音節或第二音節。改變一個字的語法範疇（如性、數、格、時態、詞性等）可能會產生出類似的單詞對，如a albí /alˈbi/（使變白）—álbi /ˈalbʲ/（白的，陽性複數）。由於西班牙語在書寫時會標記重音，故羅馬尼亞語的動詞重音可藉由將其各種時態與西班牙語的相似動詞比較而預測。
次重音有一定的規律可以預測，即落在第一個、第三個…等相間的音節上，但不會跟主重音相鄰。

## 韻律

### 节奏
英語、俄語、阿拉伯語等語言皆屬於重音等時語言，即連續兩個重讀音節之間的（平均）時長是幾乎恆定的。另一類語言則被稱為音節等時語言，即每個音節大致上擁有一樣的長度。羅馬尼亞語屬於音節等時語言，與羅曼語（法語、西班牙語等）、泰盧固語、約魯巴語等相同。
羅馬尼亞語中，輔音叢常見於音節首與音節尾，意味著它們需要足夠的時間才能發音。因此在這種情況下，句子節奏的自然放慢會超越等時性規則。下方的兩個句子各有六個音節，可以說明以上的內容；
 – 媽媽擺好餐具
 – 許多金髮小孩在庭院裡哭泣
兩個句子因輔音數量不同，所花費的總時間長度亦有明顯差距。若嘗試保持音節等時性，將會導致句子變得極度不自然。
另外，若音節中出現流音、鼻音或（雙元音與三元音中的）半元音，音節的時間也會延長，但不這麼明顯。下表給出了範例：
| 羅馬尼亞語 | 英語                              |
| ---------- | --------------------------------- |
| —          | 小塊—信封                         |
| —          | 校驗—圓形                         |
| —          | 我說—鋅                           |
| —          | 我攜帶—甚至                       |
| —          | 鹽—太陽                           |
| —          | 留下來—星星                       |
| —          | be動詞（不定型）—be動詞（祈使型） |

### 語調
影響語調模式的成因眾多，如句子的焦點、主題和風格，以及說話者的情緒等等。在本節中，僅討論羅馬尼亞語調的一些一般特徵。語調尤其在問句中至關重要，因為羅馬尼亞語不像英語或一些語言，能在文法上區分陳述句與疑問句的不同。
在非強調一般疑問句（是非問句）中，音調在句子結尾處附近不斷上升，直到最後一個重讀音節為止。若其後還有非重讀音節，則語調通常會下降，但這並非鐵則。
—  [ai stins lu↗mi↘na] （你關燈了嗎？）
—  （是。）
外西凡尼亞方言則和其他語言使用者不同，一般疑問句的音調最高點通常落在句子開頭，如[ai ↗stins lumi↘na]。
在選擇問句音調在句子的第一個選項上升，其後便下降。
—  [vrei ↗bere sau ↘vin]（你想要啤酒還是葡萄酒？）
— （啤酒。）
特殊疑問句（Wh-疑問句）以較高的音調開始問句，其後逐漸下降到句末。
—  [↗cine↘ a lăsat ușa deschisă]（誰把門打開了？）
— （是媽開的。）
重複性問句（回聲疑問句）的音調逐漸上升。
— （羅迪卡剛才喊了。）
—  [cine a su↗nat]（誰喊了？）
— （你的同學，羅迪卡。）
附加問句的音調亦逐漸上升。
—  [ți-e foame, nu-i a↗șa]（你很餓，不是嗎？）
未完成語句的語調變化與一般疑問句相似，但上升幅度較小。
—  [după ce m-am în↗tors...]（在我回來之後…）
除了以上所述，還有各式各樣的語調模式，可用於表達、請求、命令、驚喜、建議等。